# Такахе (вулкан)
Вулкан Такахе (англ. Mount Takahe) — покрытый снегом щитовой вулкан высотой 3460 м на Земле Мэри Бэрд, в Антарктиде, в 200 км от побережья моря Амундсена. Это конусообразная гора с побочными конусами и кальдерой до 8 км в диаметре. Большая часть вулкана образована потоками трахитовой лавы, но встречается и гиалокластит. Снег, лед и ледники покрывают большую часть Такахе. Это массивный вулкан объемом 780 кубических километров; части горы, которые погребены под западно-антарктическим ледяным щитом, вероятно ещё больше. Вулкан Такахе является частью Западно-Антарктической рифтовой системы вместе с восемнадцатью другими известными вулканами.
Вулкан Такахе был активен в четвертичном периоде, с 2,5 миллионов лет назад до настоящего времени. Радиометрическое датирование определило, что возраст его пород не превышает 300 000 лет, а своей нынешней высоты он достиг около 200 000 лет назад. Несколько слоев тефры, обнаруженных в ледяных кернах на горе Ваеш и на станции Берд, были извергнуты вулканом Такахе, хотя некоторые из них позже были связаны с извержениями вулкана Берлин. Слои тефры образовались в результате эксплозивных или фреатомагматических извержений. Крупные извержения произошли около 17700 лет назад — возможно, образовав озоновую дыру над Антарктидой — и в начале голоцена. Последнее извержение горы Такахе произошло около 7600 лет назад, в настоящее время вулкан неактивен.

## География и геоморфология

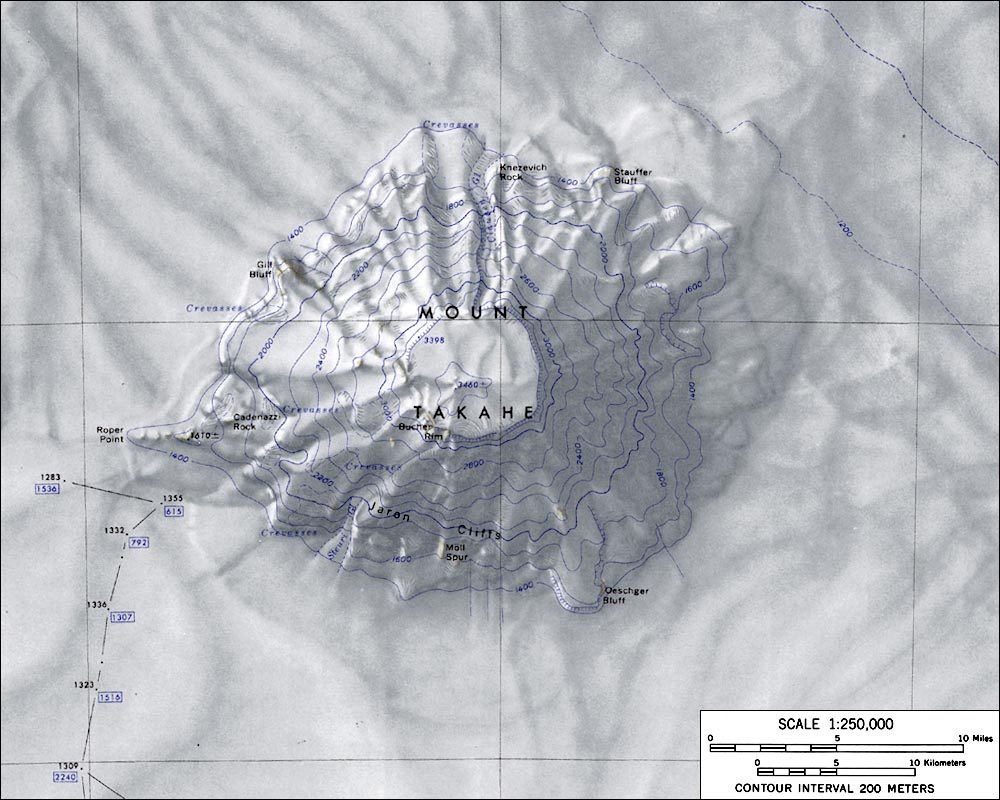
Топографическая карта вулкана Такахе

Вулкан Такахе находится на побережье Бакутис, восточной части Земли Мэри Бэрд, Антарктида. Медвежий полуостров и побережье моря Амундсена находятся в 200 км к северу от вулкана Такахе. Это изолированная гора, а ближайшие вулканы — гора Мерфи находится в 100 км и горы Тони расположены в 140 км — находятся относительно далеко.
Вблизи вулкана не проходят крупные воздушные маршруты или дороги снабжения антарктических станций, а в некоторые части горного массива можно добраться только на вертолёте. Название вулкана происходит от takahē, нелетающей, почти вымершей птице из Новой Зеландии; члены экспедиции Мари Бэрд Лэнд Траверс 1957—1958 годов самолёт, который привозил им припасы, шутливо прозвали «такахе». Вулкан Такахе впервые люди посетили в 1957—1958 годах, а затем снова в 1968, 1984—1985 и 1998—1999 годах.

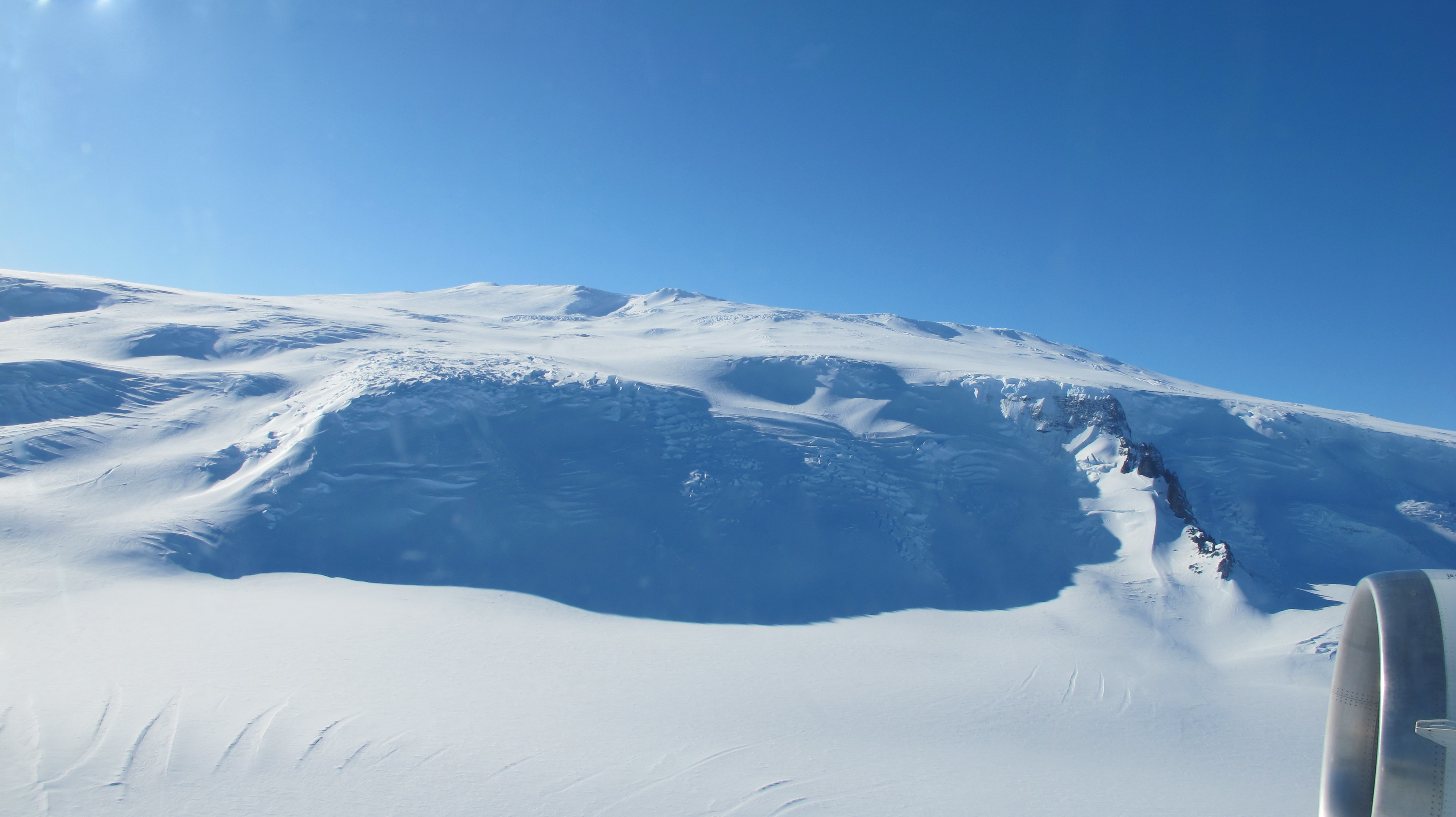
Скалы в нижней части вулкана

Вулкан возвышается на 2100 метров над уровнем льда, максимально возвышаясь до 3460 метров над уровнем моря. Он представляет собой щитовой вулкан с нерасчлененным, почти идеальным конусом диаметром 30 км с видимым объемом около 780 км³. Подлёдная часть, дно которой может опускаться вплоть до 1340—2030 метров ниже уровня моря, очевидно ещё большего объёма, она вытянута в направлении с востока на запад. На вершине вулкана находится плоская, заполненная снегом 8-километровая кальдера, обрамлённая 10-15-метровой вулканической шейкой. Внутри кальдеры может образоваться лавовый купол. Вокруг вулкана находятся радиальные жерла трещин, а также жерла вокруг края кальдеры. Есть по крайней мере три побочных конуса с базальтовым составом на его нижних склонах, с тремя шлаковыми конусами, обнаруженными на западном и южном склонах. Один из этих шлаковых конусов был описан как приглушенный 100-метровый вынос. Скалы Джарон находятся на южном склоне.
Вулкан в значительной степени не подвержен эрозии, поэтому обнажение его внутренней структуры, позволяющее реконструировать его историю, встречается редко. Только в двенадцати местах порода обнажена, площадь этой поверхности менее 0,5 км². Внутренняя структура вулкана неизвестна. По этим обнаженным участкам выяснено, что лавовые потоки мощностью от 2 до 10 м по-видимому, широко распространены на вулкане Такахе, в то время как пирокластические породы, такие как отложения стромболианских извержений, туфы лапилли и отложения лахара, встречаются реже. Наличие пирокластических пород на вершине коррелирует с отложениями тефры в других местах Антарктиды. Дополнительные, содержащие обсидиан и недавно извергнутые лавовые бомбы и блоки выходят на край кальдеры, на Бухер-Риме. Сообщается, что на вулкане Такахе имеются туйи, явившиеся результатом подлёдных извержений.